# John Warnock
John Edward Warnock (ur. 6 października 1940 w Salt Lake City, zm. 19 sierpnia 2023 w Los Altos) – współzałożyciel, razem z Charlesem Geschke, firmy Adobe Systems, zajmującej się oprogramowaniem graficznym; w 2001 roku wycofał się z pozycji menedżera zarządzającego, ale pozostawał w zarządzie firmy.

## Życiorys
Zdobył stopnie bakałarza w dziedzinie matematyki i filozofii, magistra matematyki i doktora na Wydziale Inżynierii Elektrycznej – wszystkie na Uniwersytecie Utah.
Przed założeniem firmy Adobe John Warnock pracował razem z Charlesem Geschke w Xerox PARC. Nie mogąc przekonać zarządu do swoich pomysłów dotyczących komercjalizacji graficznego języka sterowania drukiem, InterPress, obaj opuścili firmę i w 1982 roku założyli Adobe, rozwijając wkrótce ekwiwalentną technologię PostScript i wprowadzając ją na rynek.
Od nazwiska Johna Warnocka pochodzi jeden z popularnych krojów pisma Adobe – Warnock.